# إنديان ويلز
إنديان ويلز (بالإنجليزية: Indian Wells)‏ هي إحدى مدن مقاطعة ريفيرسيدي، كاليفورنيا في الولايات المتحدة. تم إعطاءها لقب مدينة في 14 يوليو، 1967. يبلغ عدد سكانها 4958 نسمة وذلك حسب إحصائيات سنة 2010 United States Census. يبلغ ارتفاع المدينة عن سطح البحر قرابة 27 متر. تبلغ مساحتها 37.790 كم².

## التركيبة السكانية
حدّد مكتب تعداد الولايات المتحدة بيانات التركيبة السكانية لإنديان ويلز في تعداد الولايات المتحدة. في ما يلي، التركيبة السكانية حسب تعدادي 2000 و2010.

### تعداد عام 2000
بلغ عدد سكان إنديان ويلز 3,816 نسمة بحسب تعداد عام 2000، وبلغ عدد الأسر 1,982 أسرة وعدد العائلات 1,324 عائلة مقيمة في المدينة. في حين سجلت الكثافة السكانية 101 نسمة لكل كيلومتر مربع (261.6/ميل2). وبلغ عدد الوحدات السكنية 3,843 وحدة بمتوسط كثافة قدره 101.7 لكل كيلومتر مربع (263.4/ميل2).
وتوزع التركيب العرقي للمدينة بنسبة 96.33% من البيض و0.39% من الأمريكيين الأفارقة و0.21% من الأمريكيين الأصليين و1.49% من الأمريكيين ذوي الأصول الآسيوية و0.08% من سكان جزر المحيط الهادئ و0.47% من الأعراق الأخرى و1.02% من عرقين مختلطين أو أكثر و2.96% من الهسبانيون أو اللاتينيون من أي عرق.
بلغ عدد الأسر 1,982 أسرة كانت نسبة 9% منها لديها أطفال تحت سن الثامنة عشر تعيش معهم، وبلغت نسبة الأزواج القاطنين مع بعضهم البعض 63.1% من أصل المجموع الكلي للأسر، ونسبة 3% من الأسر كان لديها معيلات من الإناث دون وجود شريك،  بينما كانت نسبة 0.7% من الأسر لديها معيلون من الذكور دون وجود شريكة وكانت نسبة 33.2% من غير العائلات. تألفت نسبة 28.4% من أصل جميع الأسر من عدة أفراد يعيشون في نفس المنزل ونسبة 17.6% كانت تتألف من شخص يعيش بمفرده يبلغ من العمر 65 عاماً أو أكثر. وبلغ متوسط حجم الأسرة المعيشية 1.93، أما متوسط حجم العائلات فبلغ 2.28.
بلغ العمر الوسطي للسكان 63.4 عاماً. وكانت نسبة 7.6% من القاطنين تحت سن الثامنة عشر، وكانت نسبة 1.5% بين الثامنة عشر والرابعة والعشرين عاماً، ونسبة 9.4% كانت واقعةً في الفئة العمرية ما بين الخامسة والعشرين والرابعة والأربعين عاماً، ونسبة 35.3% كانت ما بين الخامسة والأربعين والرابعة والستين، ونسبة 46.2% كانت ضمن فئة الخامسة والستين عاماً فما فوق. يوجد لكل 100 أنثى 89.5 ذكر، ويوجد لكل 100 أنثى في الثامنة عشر من عمرها فما فوق 89.3 ذكر.
بلغ متوسط دخل الأسرة في المدينة 93,986 دولارًا، أما متوسط دخل العائلة فبلغ 119,110 دولارًا. وكان متوسط دخل الذكور 88,709 دولارًا مقابل 49,539 دولارًا للإناث. وسجل دخل الفرد الخاص بالمدينة 76,187 دولارًا. وكانت نسبة 1.2% من العائلات ونسبة 3.4% من السكان تحت خط الفقر، وكان من هؤلاء نسبة 3.4% تحت سن الثامنة عشر ونسبة 2.6% في الخامسة والستين من العمر وما فوق.

### تعداد عام 2010
بلغ عدد سكان إنديان ويلز 4,958 نسمة بحسب تعداد عام 2010، وبلغ عدد الأسر 2,745 أسرة وعدد العائلات 1,650 عائلة مقيمة في المدينة. في حين سجلت الكثافة السكانية 131.3 نسمة لكل كيلومتر مربع (340.1/ميل2). وبلغ عدد الوحدات السكنية 5,137 وحدة بمتوسط كثافة قدره 136 لكل كيلومتر مربع (352.2/ميل2).
وتوزع التركيب العرقي للمدينة بنسبة 95.22% من البيض و0.58% من الأمريكيين الأفارقة و0.40% من الأمريكيين الأصليين و1.67% من الأمريكيين ذوي الأصول الآسيوية و0.04% من سكان جزر المحيط الهادئ و1.05% من الأعراق الأخرى و1.03% من عرقين مختلطين أو أكثر و4.22% من الهسبانيون أو اللاتينيون من أي عرق.
بلغ عدد الأسر 2,745 أسرة كانت نسبة 7% منها لديها أطفال تحت سن الثامنة عشر تعيش معهم، وبلغت نسبة الأزواج القاطنين مع بعضهم البعض 55.3% من أصل المجموع الكلي للأسر، ونسبة 3.1% من الأسر كان لديها معيلات من الإناث دون وجود شريك،  بينما كانت نسبة 1.7% من الأسر لديها معيلون من الذكور دون وجود شريكة وكانت نسبة 39.9% من غير العائلات. تألفت نسبة 34.4% من أصل جميع الأسر من عدة أفراد يعيشون في نفس المنزل ونسبة 25.1% كانت تتألف من شخص يعيش بمفرده يبلغ من العمر 65 عاماً أو أكثر. وبلغ متوسط حجم الأسرة المعيشية 1.80، أما متوسط حجم العائلات فبلغ 2.22.
بلغ العمر الوسطي للسكان 66.7 عاماً. وكانت نسبة 6.3% من القاطنين تحت سن الثامنة عشر، وكانت نسبة 1.5% بين الثامنة عشر والرابعة والعشرين عاماً، ونسبة 5.7% كانت واقعةً في الفئة العمرية ما بين الخامسة والعشرين والرابعة والأربعين عاماً، ونسبة 31.4% كانت ما بين الخامسة والأربعين والرابعة والستين، ونسبة 55.1% كانت ضمن فئة الخامسة والستين عاماً فما فوق. وتوزع التركيب الجنسي للسكان بنسبة 45.8% ذكور و54.2% إناث.

## وصلات خارجية
الموقع الإلكتروني